# Humotjärnen
Humotjärnen är en sjö i Rättviks kommun i Dalarna och ingår i Dalälvens huvudavrinningsområde. Sjön har en area på 0,111 kvadratkilometer och ligger 221 meter över havet. Sjön avvattnas av vattendraget Humoån.

## Delavrinningsområde
Humotjärnen ingår i det delavrinningsområde (678648-146950) som SMHI kallar för Mynnar i Oresjön. Medelhöjden är 262 meter över havet och ytan är 10 kvadratkilometer. Det finns ett avrinningsområde uppströms, och räknas det in blir den ackumulerade arean 25,41 kvadratkilometer. Humoån som avvattnar avrinningsområdet har biflödesordning 3, vilket innebär att vattnet flödar genom totalt 3 vattendrag innan det når havet efter 368 kilometer. Avrinningsområdet består mestadels av skog (75 procent) och sankmarker (16 procent). Avrinningsområdet har 0,11 kvadratkilometer vattenytor vilket ger det en sjöprocent på 1,1 procent.